# Damernas 200 meter fjärilsim vid världsmästerskapen i kortbanesimning 2024
Damernas 200 meter fjärilsim vid världsmästerskapen i kortbanesimning 2024 avgjordes den 12 december 2024 i Donau Arena i Budapest i Ungern.
Guldet togs av kanadensiska Summer McIntosh efter ett lopp på 1 minut och 59,32 sekunder, vilket blev ett nytt världsrekord. Silvret togs av amerikanska Regan Smith och bronset togs av australiska Elizabeth Dekkers.

## Rekord
Inför tävlingens start fanns följande världs- och mästerskapsrekord:
|                   | Namn            | Nation  | Tid     | Ort         | Datum           |
| ----------------- | --------------- | ------- | ------- | ----------- | --------------- |
| Världsrekord      | Mireia Belmonte | Spanien | 1.59,61 | Doha, Qatar | 3 december 2014 |
| Mästerskapsrekord | Mireia Belmonte | Spanien | 1.59,61 | Doha, Qatar | 3 december 2014 |

Följande nya rekord noterades under mästerskapet:
| Datum       | Omgång | Namn            | Nationalitet | Tid     | Rekord |
| ----------- | ------ | --------------- | ------------ | ------- | ------ |
| 12 december | Final  | Summer McIntosh | Kanada       | 1.59,32 | 0VR0   |

## Resultat

### Försöksheat
Försöksheaten startade klockan 09:31.
| Placering | Heat | Bana | Namn                   | Nationalitet            | Tid     | Noteringar       |
| --------- | ---- | ---- | ---------------------- | ----------------------- | ------- | ---------------- |
| 1         | 2    | 4    | Summer McIntosh        | Kanada                  | 2.01,96 | 0Q0, 0VRJ0, 0NR0 |
| 2         | 2    | 3    | Alex Shackell          | USA                     | 2.02,79 | 0Q0              |
| 3         | 3    | 5    | Laura Lahtinen         | Finland                 | 2.03,55 | 0Q0              |
| 4         | 4    | 4    | Regan Smith            | USA                     | 2.04,11 | 0Q0              |
| 5         | 2    | 5    | Elizabeth Dekkers      | Australien              | 2.04,34 | 0Q0              |
| 6         | 4    | 3    | Helena Rosendahl Bach  | Danmark                 | 2.04,71 | 0Q0              |
| 7         | 3    | 4    | Chen Luying            | Kina                    | 2.05,23 | 0Q0              |
| 8         | 4    | 5    | Bella Grant            | Australien              | 2.05,53 | 0Q0              |
| 9         | 2    | 7    | Georgia Damasioti      | Grekland                | 2.05,90 | R                |
| 10        | 3    | 7    | Laura Cabanes          | Spanien                 | 2.06,91 | R                |
| 11        | 4    | 2    | Laura Ilyes            | Ungern                  | 2.06,93 |                  |
| 12        | 3    | 3    | Gong Zhenqi            | Kina                    | 2.07,85 |                  |
| 13        | 3    | 1    | Hoi Ching Yeung        | Hongkong                | 2.08,77 |                  |
| 14        | 2    | 6    | Boglarka Kapas         | Ungern                  | 2.08,91 |                  |
| 15        | 3    | 2    | Nicholle Toh           | Singapore               | 2.08,99 |                  |
| 16        | 4    | 1    | María José Mata Cocco  | Neutral Athletes C      | 2.09,32 |                  |
| 17        | 4    | 7    | Zehra Bilgin           | Turkiet                 | 2.09,63 |                  |
| 18        | 2    | 2    | Katja Fain             | Slovenien               | 2.10,71 |                  |
| 19        | 4    | 6    | Lee Hee-eun            | Sydkorea                | 2.11,13 |                  |
| 20        | 2    | 8    | Iman Avdić             | Bosnien och Hercegovina | 2.11,91 |                  |
| 21        | 3    | 0    | Jinjutha Pholjamjumrus | Thailand                | 2.12,70 |                  |
| 22        | 4    | 0    | Zora Ripkova           | Slovakien               | 2.12,92 |                  |
| 23        | 4    | 8    | Neve Tassicker         | Nya Zeeland             | 2.12,99 |                  |
| 24        | 3    | 8    | Yasmin Silva           | Peru                    | 2.14,32 |                  |
| 25        | 3    | 9    | Karina Solera          | Costa Rica              | 2.14,39 |                  |
| 26        | 2    | 0    | Ana Nizharadze         | Georgien                | 2.15,15 |                  |
| 27        | 2    | 1    | Applejean Gwinn        | Taiwan                  | 2.15,31 |                  |
| 28        | 1    | 4    | Anje van As            | Zimbabwe                | 2.19,82 |                  |
| 29        | 4    | 9    | Lia Lima               | Angola                  | 2.20,18 |                  |
| 30        | 1    | 3    | Hashika Ramachandra    | Indien                  | 2.25,88 |                  |
| 31        | 1    | 5    | Amaya Bollinger        | Guam                    | 2.29,39 |                  |
|           | 3    | 6    | Umi Ishizuka           | Japan                   | 0DSQ0   | 0DSQ0            |

### Final
Finalen startade klockan 18:06.
| Placering | Bana | Namn                  | Nationalitet | Tid     | Noteringar |
| --------- | ---- | --------------------- | ------------ | ------- | ---------- |
| 1         | 4    | Summer McIntosh       | Kanada       | 1.59,32 | 0VR0       |
| 2         | 6    | Regan Smith           | USA          | 2.01,00 | 0NR0       |
| 3         | 2    | Elizabeth Dekkers     | Australien   | 2.02,91 |            |
| 4         | 5    | Alex Shackell         | USA          | 2.03,23 |            |
| 5         | 1    | Chen Luying           | Kina         | 2.03,67 |            |
| 6         | 8    | Bella Grant           | Australien   | 2.03,91 |            |
| 7         | 7    | Helena Rosendahl Bach | Danmark      | 2.04,08 |            |
| 8         | 3    | Laura Lahtinen        | Finland      | 2.05,71 |            |